# Guglielmo Zuelli

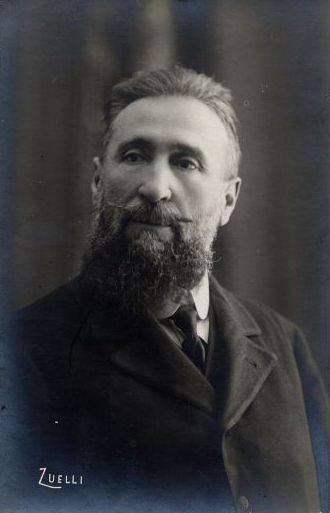

Guglielmo Zuelli (Reggio Emilia, 20 ottobre 1859 – Milano, 17 ottobre 1941) è stato un compositore e direttore d'orchestra italiano.

## Biografia
Dopo aver perso i genitori a tre anni, fu allevato dalla nonna, con la quale fu arrestato per accattonaggio, scontando tre giorni di carcere. A nove anni entrò nell'orfanotrofio di Reggio Emilia, dove intraprese lo studio della musica con Giuseppe Grisanti e imparò i più vari mestieri, dall'attrezzista teatrale al verniciatore di carrozze all'ebanista.
Nel 1876 entrò nel Liceo Musicale di Bologna, grazie all'aiuto di alcuni filantropi, e dal 1880 iniziò a lavorare presso il Teatro Ariosto di Reggio Emilia, come pianista e direttore d'orchestra. Allievo di Alessandro Busi e del direttore d'orchestra Luigi Mancinelli, prese il diploma di composizione nel 1882, presentando al saggio finale il poema sinfonico La danza delle ondine.
La vittoria al primo Concorso Sonzogno per atti unici di compositori esordienti (1884) con La fata del Nord segnò la svolta della sua carriera. L'opera, di argomento fantastico, fu rappresentata con successo al Teatro Manzoni (Milano) il 4 maggio di quell'anno, insieme all'altra opera premiata, Anna e Gualberto di Luigi Mapelli.
Dopo aver accettato l'impiego di direttore della Cappella e maestro della Scuola e della Banda di Adria, il giovane maestro inizià a lavorare alla sua seconda opera, Mocanna o Il profeta del Korasan, su libretto di Ferdinando Fontana, commissionatagli da Casa Ricordi, che non fu rappresentata, pur guadagnando una menzione d'onore al Concorso Baruzzi di Bologna. Tale lavoro sostituì il progetto di un'opera tratta da La tempesta di Shakespeare, al cui libretto avrebbe dovuto lavorare Antonio Ghislanzoni.
Destinato ad aver fortuna soprattutto nei concorsi, nel 1888 Zuelli vinse quello indetto dal periodico "Musica sacra". Il tema della fuga a quattro parti che gli fruttò il premio si basava sulle lettere del motto "Fede a Bach", suggerito da Arrigo Boito.
Lo stesso anno fu a Bologna, dove nel mese di giugno diresse alcune repliche della prima italiana di Tristano e Isotta, come direttore sostituto di Giuseppe Martucci.
L'anno seguente si trasferì a Forlì, come direttore della banda e della scuola musicale, e nel 1892 a Palermo quale insegnante di composizione al conservatorio, di cui fu nominato direttore nel 1894.
In seguito fu direttore del conservatorio di Parma dal 1911 al 1929 e di Alessandria dal 1929 al 1933.
La sua composizione più eseguita fu lo scherzo La festa delle sirene, tratto dal poema sinfonico Un saluto al mare (1883).
La vittoria al concorso Sonzogno con La fata del Nord fu un fuoco di paglia. Nonostante il successo di quest'opera, il compositore non riuscì più a portare alcun lavoro sulla scena e la stessa fama del suo primo lavoro si perse rapidamente. Allo stesso concorso, per ironia della sorte, era stata bocciata la prima opera di Giacomo Puccini, Le Villi. Proprio scrivendo al maestro di Lucca, a 30 anni di distanza, nel 1913, Zuelli ricordò l'episodio con questa quartina:
Zuelli è il prozio del trombettista, Stefano Zuelli, docente del Conservatorio di Parma.

## Composizioni

### Opere liriche
- La fata del Nord, su libretto di Naborre Campanini  (Milano, Teatro Manzoni, 4 maggio 1884)
- Mocanna o Il profeta del Korasan, su libretto di Ferdinando Fontana (non rappresentata)

### Sinfonie
- Sinfonia in Fa maggiore

### Poemi sinfonici
- La danza delle ondine (1882)
- Un saluto al mare (Reggio Emilia, Teatro Municipale, 26 gennaio 1883)
- Il canto del boaro romagnolo (1913)[2]
- Bertoldo, favola sinfonica in quattro parti (1918)

### Musica sacra
- Fuga a quattro parti sul tema "Fede a Bach" (1888)
- Missa in honorem Sanctae Agnetis D. et M.: ad duas voces aequales, organo vel harmonio comitante

### Musica corale
- Due cori a 4 parti per voci maschili, "Tra la la", "Nell'ora mesta"
- Al duce, "inno per voci nel mondo italico", per canto e pianoforte (1928)

### Musica da camera
- Dolce riposo, berceuse per violoncello e pianoforte

### Altro
- Largo per archi, arpa ed armonium
- Lo giorno se ne andava, barcarola per pianoforte o per archi e arpa, ispirata all'incipit del secondo canto dell'Inferno di Dante (1881)
- Largo (1896)
- Inno alla notte, da Alphonse de Lamartine (Palermo, Conservatorio, marzo 1904)
- Gavotta per archi (1910)
- Passa il Natale, poemetto per violino ed organo, versi di Guglielmo Zuelli

### Romanze da camera
- Ti fo paura?, ballata per tenore con accompagnamento di pianoforte, versi di Luigi Conforti, dedicata ad Alessandro Busi (1881)
- La mia canzone, per voce con accompagnamento di pianoforte, versi di Rabindranath Tagore, trad. it. di traduzione di Clary Zannoni Chauvet (1916)

## Scritti
- Rossini. Pagine segrete, Bologna, Pizzi, 1922